# Aleksandr Switicz
Aleksandr Kallinikowicz Switicz, ros. Александр Каллиникович Свитич (ur. 13 lub 15 marca 1890 w Wilnie, zm. 17 sierpnia 1963 w Denver) – rosyjski emigracyjny działacz prawosławny, publicysta, szef oddziału religijnego Komitetu Rosyjskiego w okupowanej Warszawie, a następnie zastępca przewodniczącego Rady do Spraw Wyznań Relegijnych Głównego Zarządu Cywilnego Komitetu Wyzwolenia Narodów Rosji podczas II wojny światowej

## Życiorys
Po rewolucji bolszewickiej 1917 r. jego rodzina przybyła do Warszawy. Aleksandr K. Switicz w 1930 r. ukończył studia teologiczne na uniwersytecie w Warszawie. Następnie uczył teologii prawosławnej w seminarium duchownym w Wilnie. Jednocześnie do 1933 r. pełnił funkcję redaktora naczelnego tygodnika religijnego "W ogradie cerkownoj", który wychodził w Warszawie. Współpracował też z redakcją gazety "Za swobodu!", prowadząc jej dział religijny. Pisał artykuły do pism "Rul", "Russkij gołos", "Nasze wriemia". Używał pseudonimu "Tubierozow". Pełnił funkcję konsultanta prawnego przy Polskim Autokefalicznym Kościele Prawosławnym. Zajmował się reprezentowaniem jego interesów w kontaktach z Kościołem Katolickim. Był członkiem Zjazdu Przedsoborowego jako delegat eparchii warszawsko-chełmskiej. W okresie okupacji niemieckiej przebywał w Warszawie, gdzie pełnił funkcję szefa oddziału religijnego Komitetu Rosyjskiego. W lipcu 1944 r. wyjechał do Niemiec. Od stycznia 1945 r. pełnił funkcję zastępcy przewodniczącego Rady do Spraw Wyznań Relegijnych Głównego Zarządu Cywilnego Komitetu Wyzwolenia Narodów Rosji (KONR). Po zakończeniu wojny przebywał w obozach dla uchodźców cywilnych. W 1950 r. wyemigrował do USA. W 1959 r. napisał książkę pt. "Prawosławnaja Cerkow w Polsze i jejo awtokiefalija". Prywatne archiwum A. K. Switicza zostało umieszczone w monastyrze Św. Trójcy w Jordanville.